# Celso González Rodríguez
Celso González Rodríguez (? - Orense, 9 de febrero de 1937) fue un sindicalista y político español.

## Biografía
Fue presidente de la Casa del Pueblo de Ribadavia.
Tras el golpe de Estado del 18 de julio de 1936 fue detenido y procesado en Orense por rebelión militar con los cargos agravados de perversidad y trascendencia, fue condenado a muerte y ejecutado en el Campo de Aragón junto con los ribadavianos Benito Gallego Montero, Andrés Centrón Rodríguez y Fidel Blanco Leboso el 9 de febrero de 1937.